# Brecé
Brecé é uma comuna francesa na região administrativa da Pays de la Loire, no departamento de Mayenne. Estende-se por uma área de 35,27 km². Em 2010 a comuna tinha 846 habitantes (densidade: 24 hab./km²).